# Brisenhaus
Das Brisenhaus ist eine Schweizer Schutzhütte in den nördlichen Urner Alpen. Sie liegt im Kanton Nidwalden nördlich des Brisen auf 1753 m ü. M. an der Beckenriederalp am Nordwestfuss des Risetenstocks (2290 m) und des Glattegrats.
Die Hütte wird von der Sektion Pilatus des Schweizer Alpen-Clubs (SAC) bewartet.

## Zustiege
Das Brisenhaus ist über Seilbahnen von der Bergstation Klewenalp in 1½ und von der Bergstation Niederrickenbach in zwei Stunden zu erreichen.

## Touren
Neben dem namensgebenden Brisen sind die folgenden Berge einfach von der Hütte zu erreichen:
- Glattegrat (2216 m)
- Schwalmis (2246 m)
- Schinberg (2145 m): etwas steil und ausgesetzt

Eine knappe Stunde Gehzeit östlich der Hütte liegt der Klettergarten Schynberg auf den südwestseitig exponierten Wänden des Schinbergs.